# Sauroglossum
Sauroglossum ist eine Gattung aus der Familie der Orchideen (Orchidaceae). Sie enthält elf Arten, die in Südamerika verbreitet sind.

## Beschreibung
Die Sauroglossum-Arten sind relativ große, krautige Pflanzen, die terrestrisch wachsen. Die Wurzeln stehen büschelweise zusammen, sie sind behaart und zylindrisch bis spindelförmig verdickt. Die Blätter sind zur Blütezeit vorhanden oder erscheinen erst später. Sie stehen in einer grundständigen Rosette. Der Blattgrund läuft keilförmig in einen Stiel aus. Die Blattspreite ist oval bis umgekehrt-eiförmig, sie endet spitz. Der Blattrand kann leicht durchscheinend sein.
Der aufrechte Spross setzt sich oberhalb der Blätter als Blütenstandsstiel fort, er ist von Hochblättern umhüllt. Im unteren Bereich ist er kahl, weiter oben drüsig behaart. Der traubige Blütenstand ist vielblütig, locker bis dicht mit kleinen bis mittelgroßen Blüten besetzt. Sie stehen normalerweise nicht einseitswendig. Der Fruchtknoten ist gebogen, mehr oder weniger zylindrisch, sehr kurz gestielt, etwas verdreht. Die Blüten formen eine Röhre, sie sind gelb bis rötlich, bei einigen Arten auch grünlich weiß gefärbt. Die Sepalen sind einander etwa gleich geformt, recht fleischig, nicht miteinander verwachsen. Auf der Außenseite sind sie drüsig behaart. Das dorsale Sepal ist aufrecht und konkav. Die seitlichen Sepalen laufen am Säulenfuß herab und bilden mit diesem ein kurzes, rundes Kinn. Die Petalen sind von dünnerer Textur, dem dorsalen Sepal anhaftend. Die Lippe ist sitzend, recht fleischig, der basale Teil länglich-rinnig, der vordere Teil muschelförmig. An der Basis der Lippe befinden sich am Rand oder etwas einwärts längliche, fleischige Verdickungen (Nektardrüsen). Die Säule ist schlank und länglich, sie reicht kurz, aber deutlich über die Ansatzstelle am Fruchtknoten hinaus (Säulenfuß). Die Narbe besteht aus zwei Flächen, je seitlich des Rostellums, sie sind durch eine mittig längs der Säule verlaufende Falte getrennt. Das Staubblatt ist oval mit einer rundlichen Erhebung. Es enthält die keulenförmigen Pollinien, die an einer kleinen, runden Klebscheibe (Viscidium) hängen. Das Trenngewebe zwischen Narbe und Staubblatt (Rostellum) ist dünn, kurz, breit dreieckig, an der Spitze mit einer Grube (Fovea), in ein dünnes Gewebe, welches das Staubblatt umgibt (Klinandrium), übergehend. Die Kapselfrucht ist oval.

## Verbreitung
Sauroglossum kommt in Südamerika in zwei voneinander getrennten Arealen vor. Eines erstreckt sich längs der Anden von Kolumbien über Ecuador, Bolivien, Peru bis nach Chile und Argentinien. Das andere befindet sich im Südosten Brasiliens. Einige Arten kommen bis in Höhenlagen von 3700 Meter vor. Sie wachsen in dichten oder aufgelockerten Wäldern, in Gebüschen, in Grasland und an felsigen Hängen.

## Systematik und botanische Geschichte
Sauroglossum wird innerhalb der Tribus Cranichideae in die Subtribus Spiranthinae eingeordnet. Die Gattung wurde 1833 von John Lindley in Edwards's botanical register Band 19, Tafel 1618 beschrieben. Der Name setzt sich aus den griechischen Worten σαῦρος  sauros, „Echse“, und γλῶσσα glossa, „Zunge“, zusammen. Lindley verglich die Laubblätter mit der Zunge der „vorsintflutlichen Saurier“ und die Blütenblätter mit der Zunge heutiger Echsen.
Die Gattung Sauroglossum ähnelt äußerlich den Gattungen Brachystele, Thelyschista und Odontorrhynchus. Die Blüten sind mit denen einiger Arten aus der Gattung Pelexia vergleichbar; auch Untersuchungen der DNA zeigten eine Verwandtschaft zu Pelexia.
Folgende Arten sind in der Gattung Sauroglossum enthalten:
- Sauroglossum andinum (Hauman) Garay: Sie kommt in Ecuador und im nordwestlichen Argentinien vor.[4]
- Sauroglossum aurantiacum (C.Schweinf.) Garay: Sie kommt nur in Peru vor.[4]
- Sauroglossum corymbosum (Lindl.) Garay: Sie kommt in Peru und in Bolivien vor.[4]
- Sauroglossum distans Lindl. ex Garay: Sie kommt nur in Bolivien vor.[4]
- Sauroglossum dromadum Szlach.: Sie kommt in Peru vor.[4]
- Sauroglossum elatum Lindl.: Sie kommt von Kolumbien bis Ecuador und von Brasilien bis ins nördliche Argentinien vor.[4]
- Sauroglossum longiflorum (Schltr.) Garay: Sie kommt von Kolumbien bis Ecuador vor.[4]
- Sauroglossum odoratum Robatsch: Sie kommt im brasilianischen Bundesstaat Rio de Janeiro vor.[4]
- Sauroglossum organense Szlach.: Sie kommt im brasilianischen Bundesstaat Rio de Janeiro vor.[4]
- Sauroglossum schweinfurthianum Garay: Sie kommt in Peru vor.[4]
- Sauroglossum sellilabre (Griseb.) Schltr.: Sie kommt vom südlichen Paraguay bis ins nordwestliche Argentinien vor.[4]

Nicht mehr zu dieser Gattung wird gerechnet:
- Sauroglossum nitidum (Vell.) Schltr.  =>  Buchtienia nitida (Vell.) Fraga & Meneguzzo[4]

## Weiterführendes
- Liste der Orchideengattungen